# Рендуфе (Понте-де-Лима)
Рендуфе (порт. Rendufe) — район (фрегезия) в Португалии, входит в округ Виана-ду-Каштелу. Является составной частью муниципалитета Понте-де-Лима. По старому административному делению входил в провинцию Минью. Входит в экономико-статистический субрегион Минью-Лима, который входит в Северный регион. Население составляет 204 человека на 2001 год. Занимает площадь 2,76 км².